# I Do Not Want What I Haven't Got
I Do Not Want What I Haven't Got је други студијски албум Шинејд О’Конор, објављен у марту 1990. године у издању Ensign/Chrysalis Records. Садржи О'Конорову верзију Принсове песме Nothing Compares 2 U која је објављена као сингл и достигла прво место у више земаља. Албум је био номинован за четири награде Греми 1991, укључујући плочу године, најбољу женску поп вокалну изведбу и најбољи музички видео, кратку форму за Nothing Compares 2 U, освојивши награду за најбољи албум алтернативне музике. О'Конор је одбила да прихвати номинације и награду.

## Списак песама
Аутор(и) свих текстова: Шинејд О’Конор. 
| №   | Назив                            | Трајање |  |
| 1.  | Feel So Different                | 6:47    |  |
| 2.  | I Am Stretched on Your Grave     | 5:33    |  |
| 3.  | Three Babies                     | 4:47    |  |
| 4.  | The Emperor's New Clothes        | 5:16    |  |
| 5.  | Black Boys on Mopeds             | 3:53    |  |
| 6.  | Nothing Compares 2 U             | 5:10    |  |
| 7.  | Jump in the River                | 4:12    |  |
| 8.  | You Cause as Much Sorrow         | 5:04    |  |
| 9.  | The Last Day of Our Acquaintance | 4:40    |  |
| 10. | I Do Not Want What I Haven't Got | 5:47    |  |